# Edwin Congo
Edwin Arturo Congo Murillo (ur. 7 października 1976 w Bogocie) – kolumbijski piłkarz, były reprezentant tego kraju, grający na pozycji napastnika. Poza kolumbijskim posiada również obywatelstwo hiszpańskie.

## Kariera klubowa
"Dorosłą" karierę rozpoczynał w kolumbijskim klubie Once Caldas. Swoimi dobrymi występami zainteresował skautów hiszpańskiego Realu Madryt, wskutek czego trafił do tego klubu w roku 1999. Tam jednak grał głównie w drużynie B (w drużynie A wystąpił zaledwie w jednym meczu, w którym strzelił gola). Wskutek tego był wypożyczany do różnych klubów – hiszpańskiego Realu Valladolid, portugalskiej Vitórii Sport Clube i francuskiego Toulouse Football Club. Na wypożyczeniu nie spisywał się jednak rewelacyjnie - w 31 meczach strzelił 6 goli. W sezonie 2001/02 ponownie znalazł w składzie Realu Madryt, dzięki czemu może pochwalić się triumfem w rozgrywkach Ligi Mistrzów, chociaż nie rozegrał ani jednego oficjalnego spotkania. Sezon później przeszedł do drugoligowego Levante Union Deportiva. Grał w tym klubie do 2006 roku i w tym okresie w 89 meczach strzelił dla niego 13 goli. W sezonie 2006/2007 grał w Realu Sporting de Gijón, gdzie zaliczył najbardziej udany sezon w Hiszpanii, a następny sezon spędził w Recreativo de Huelva, gdzie był tylko rezerwowym - 6 meczów i ani jednego gola. Następnie trafił do Olímpic Xàtiva, gdzie spędził jeden sezon, po czym próbował sił w biznesie (otworzył restaurację), a w piłkę grywał już tylko półamatorsko. W 2012 roku powrócił do swojej ojczyzny.

## Kariera reprezentacyjna
W reprezentacji Kolumbii zadebiutował w roku 1999. Nie zadomowił się w niej jednak na stałe, mimo to znajdował się w jej kadrze na Copa América 1999 i 2004. Ostatni mecz w reprezentacji Kolumbii rozegrał w 2004 roku.
W reprezentacji wystąpił w 17 meczach, strzelając 3 gole. Pierwsze trafienie zanotował w towarzyskim spotkaniu z Paragwajem rozegranym 22 kwietnia 1999 roku. Następnie udało się mu strzelić gola w pamiętnym pojedynku z Argentyną rozegranym 4 lipca 1999 roku podczas Copa America. Congo wpisał się na listę strzelców podwyższając wynik na 2:0 trzy minuty po tym jak Martin Palermo zmarnował trzeci rzut karny w tym spotkaniu (ostatecznie mecz zakończył się wygraną Kolumbii 3:0). Natomiast ostatnią bramkę w barwach reprezentacyjnych zdobył w zremisowanym 2:2 meczu z Peru podczas Copa América 2004 w dniu 12 lipca 2004 roku.